# Schöpfleinsgraben
Der Schöpfleinsgraben ist ein 4,90 Kilometer langer, linker Nebenfluss der Weismain, die bei Altenkunstadt in Oberfranken in den Main mündet.

## Geographie

### Verlauf und Beschreibung
Der Bach wird von der Sorgbrunnenquelle gespeist, die im Schöpfleinsgrund, etwa 400 m in nordöstlicher Richtung, talabwärts, von Altendorf entspringt. Der Bach fließt zunächst nach Osten, bevor er in Siedamsdorf in südliche Richtung abdreht. Am Ende des Dorfes verläuft er nach einer S-Kurve mit scharfer Bachbiegung weiter in südliche Richtung, wo er talabwärts Kaspauer durchfließt und vom Winkelbach gespeist wird. Etwa einen halben Kilometer flussabwärts mündet der Brandleitenbach ein und der Schöpfleinsgraben ändert abermals seine Fließrichtung nach Südosten, wo er südlich von Erlach in die Weismain mündet. Anders als die Weismain ist der Schöpfleinsgraben nicht von Fischen besiedelt.

### Nebenflüsse
In den Schöpfleinsgraben münden zwei rechte Zuflüsse, der Winkelbach und der Brandleitenbach.

Der Winkelbach entspringt auf 430 m ü. NHN im engen Kerbtal zwischen den Bergen Viehberg und Kulm und mündet nach 900 m, auf etwa 370 m ü. NHN, in Kaspauer in den Schöpfleinsgraben.

Der Brandleitenbach entspringt in drei Quellen zwischen 389 und 399 m ü. NHN im engen Kerbtal zwischen dem Viehberg und der Brandleite und mündet nach 650 m, auf etwa 358 m ü. NHN, südlich von Kaspauer in den Schöpfleinsgraben. Ursprünglich befand sich die Mündung vermutlich weiter flussabwärts, der Unterlauf des Baches wurde im Mittelalter oder in der Neuzeit vermutlich in Richtung Nordwesten umgeleitet.